# Вакіярово
Вакія́рово (рос. Вакиярово) — присілок у складі Кігинського району Башкортостану, Росія. Входить до складу Єланлінської сільської ради.
Населення — 445 осіб (2010; 500 в 2002).
Національний склад:
- татари — 79 %